# Солдатське (Охтирський район)
Солда́тське — село в Україні, у Охтирському районі Сумської області. Площа 4686,6 га. Населення становить 743 осіб. У складі Тростянецької міської громади.
Після ліквідації Великописарівського району 19 липня 2020 року село увійшло до Охтирського району.
Ліквідована Солдатська сільська рада була розташована на північному сході України, у лісостеповій зоні на березі річки Ворсклиця, за 35 км від Великої Писарівки.

## Географія
Село Солдатське розташоване на лівому березі річки Ворсклиця, вище за течією на відстані 2 км розташоване село Крамчанка, нижче за течією на відстані 4,5 км розташоване село Катанське, на протилежному березі — село Ницаха.
Річка у цьому місці звивиста, утворює лимани, стариці та заболочені озера.

## Символіка
Герб: щит перетятий срібною хвилястою балкою, у верхньому синьому полі золоте дерев’яне укріплення з трьома вежами і частоколом, над яким згори виходить золоте сонце. В нижньому зеленому – два перехрещені срібні бердиші з золотими древками (герб є напівпромовистим). Щит увінчаний сільською геральдичною короною з колосками.
Прапор: квадратне полотнище, що складається з двох рівновеликих горизонтальних частин, синьої та зеленої, між якими біла хвиляста смуга (завширшки в 1/10 сторони прапора). У синьому полі жовте дерев’яне укріплення з трьома вежами і частоколом, над яким згори виходить жовте сонце. В нижньому зеленому – два перехрещені білі бердиші з жовтими древками.

## Історія
Село Солдатське створено в 1719 році. Першими поселенцями села були служиві люди, тобто солдати різних розрядів, які переселив сюди Московський господар в середині 17 століття для захисту російських південних рубежів від набігу кримських татар і турків. Пізніше у цих краях проявляються переселенці з центральних областей Росії. Ними покладено початок ряду російських сіл Великописарівського району.
У 18 столітті найкращі землі навколо села захоплюють дрібні поміщики. У 1881 році мешканці стали будувати в селі церкву. У 1900—1905 роках йде розшаровування селянства на бідних і багатих. У 1902 році поряд з церквою була збудована 3-х класна початкова земська школа. У 1925 році сільська рада передала у розпорядження школи дім священика.
Восени у 1919 році в с. Солдатське проводився новий землеустрій, сім'ї отримали наділи. 19 січня 1930 року на території ради організовується колгосп ім. Паризької Комуни, куди записалося 25 бідняцьких сімей. У цьому ж році утворена піонерська організація. У 1933 році був перший випуск семикласників. В 1932 році в селі була показана звукова кінокартина «Чапаєв». В 1931 році створено другий колгосп ім. Степана Халтуріна. У цьому ж році створено і третій колгосп «Красний пахарь». В 1933 році вони об'єднуються в один колгосп «Паризька комуна».
В 1932 році була закрита церква. В 1933 році створені партійна і комсомольська організації. Село постраждало внаслідок геноциду українського народу, проведеного окупаційним урядом СССР 1932—1933 та 1946–1947 роках. Загалом під час організованого радянською владою Голодомору 1932—1933 років померло щонайменше 319 жителів села.
В 1928 році була відкрита своя лікарня. В 1939 році відкривається 8 клас і з цього моменту школа стає десятирічною.
Починається Друга світова війна. До сталінського війська пішло 422 мешканці. Мешканка Солдатського Мотя Гендіна тільки що закінчила 9 класів і стала партизанкою партизанського загону «ГИС». Але гестапівці схопили її в лютневу ніч і повісили. Нині її ім'я носить Солдатська ЗОШ. В боях загинуло 286 чоловік. На честь загиблих у селі встановлено пам'ятник.
У 1943 році відкривається початкова школа. Почало відроджуватися село і колгоспи. У 1950 році об'єдналося два колгоспи. У 1954 році об'єдналися дві сільські ради Солдатська і Крамчанська.

## Сьогодення
Протягом 1954—1958 років почалося будівництво корівників, птахоферми, цегловий завод. З'явилися свій водяний млин, маслобійня, пологовий дім, теплова електростанція. З 1950 працює стаціонарна лікарня на 12 ліжок. З 1951 року відкривається знов 10-річна школа. У 1960 році було укрупнення 2-х колгоспів. Колгосп називається «Прогрес». Було збудовано багато об'єктів соцкультпобуту.
В 1963-65 роках будуються: зерносклад, вагова, овочевий склад, посаджено фруктовий сад. У 1964 році закінчено будівництво нової школи з водяним опаленням. У 1967 році закінчено будівництво будинку культури на 500 місць. У 1976 році було нове укрупнення колгоспів «Прогрес» і «Комуніст». Вводяться в експлуатацію сільська пекарня, критий асфальтовий тік. В 1986 році центр села прикрасило нове приміщення сільської ради, наприкінці 1980-х років і на початку 1990-х збудовані: дитячий садок, амбулаторія, пошта, машинотракторна майстерня, баня, 8 будинків для спеціалістів.
10 серпня 1995 році у свято Пресвятої Богородиці було відкрито храм Преображенської церкви.
В селі багато добротних будинків, є автомобілі і трактори, телерадіоапаратура, побутова техніка.
Працюють 5 магазинів, працює ТОВ агрофірма «АВІАС-2000».

### Російське вторгнення в Україну (з 2022)
Увечері 24 лютого 2022 російська військова техніка пройшла через село. 9 березня 2022 року росіяни скинули в центр села Солдатське колишнього Великописарівського району (нині Тростянецька міська громада) дві бомби, все зруйнувалося вибуховою хвилею. Найбільше постраждало приміщення бібліотеки, яка разом з комп'ютерним класом була відкрита 19 грудня. Двері, повилітали всі вікна, які залишились, дах покрошився.
10 березня 2022 року вночі село зазнало трьох авіабомбових ударів військами РФ. Про це повідомив міський голова Тростянця Юрій Бова. "Багато пошкоджень", — написав він.

## Населення

### Мова
Розподіл населення за рідною мовою за даними перепису 2001 року:
| Мова       | Кількість | Відсоток |
| ---------- | --------- | -------- |
| російська  | 662       | 89.10%   |
| українська | 76        | 10.23%   |
| вірменська | 4         | 0.54%    |
| білоруська | 1         | 0.13%    |
| Усього     | 743       | 100%     |

## Постаті
Пісарєв Олександр Григорович — український військовик, учасник російсько-української війни.